# Croatia Open Umag 1993
Il Croatia Open Umag 1993 è stato un torneo di tennis giocato sulla terra rossa. È stata la 4ª edizione del torneo, che fa parte della categoria World Series nell'ambito dell'ATP Tour 1993. Si è giocato a Umago in Croazia dal 23 al 29 agosto 1993.

## Campioni

### Singolare maschile
Thomas Muster ha battuto in finale  Alberto Berasategui con il punteggio di 7–5, 3–6, 6–3

### Doppio maschile
Filip Dewulf /  Tom Vanhoudt hanno battuto in finale  Jordi Arrese /  Francisco Roig con il punteggio di 6–4, 7–5